# Festival de la chanson de La Serena
Le Festival de la chanson de La Serena est un festival musical ayant lieu au Chili chaque année entre janvier et février, entre vendredi et samedi, pendant une durée de 2 jours.
Il existe depuis 2004. Le festival de la chanson de La Serena est le festival dans la ville de La Serena.

## Présentateurs
| Éditions | Éditions | Présentateur(s)   | Télédiffuseur(s) | Radiodiffuseur(s) |
| -------- | -------- | ----------------- | ---------------- | ----------------- |
| 1er      | 2004     | Antonio Vodanovic | La Red           |                   |
| 2e       | 2005     | Antonio Vodanovic | Chilevisión      |                   |
| 3e       | 2006     | Antonio Vodanovic | Chilevisión      |                   |
| 4e       | 2007     | Rafael Araneda    | TVN              |                   |
| 5e       | 2014     | Eduardo Fuentes   |                  | Radio Bío-Bío     |
| 5e       | 2015     | Eduardo Fuentes   |                  |                   |

## Vainqueurs
| Année | Pays vainqueur | Langue(s) | Chanson           | Interprète(s)     | Auteur(s)                       |
| ----- | -------------- | --------- | ----------------- | ----------------- | ------------------------------- |
| 2004  | Chili          | Espagnol  | A                 | Marcelo Sosa      | Denisse Corales, Carlos Corales |
| 2005  | Chili          | Espagnol  | Y Donde Estés     | Carolina Soto     | Alejandro Afani                 |
| 2006  | Chili          | Espagnol  | El Túnel          | César Ávila       | Wildo                           |
| 2007  | Chili          | Espagnol  | Dame un segundo   | Álvaro Scaramelli | Álvaro Scaramelli               |
| 2014  | Chili          | Espagnol  | La voz de los '80 | Pablo Escobedo    | Jorge González                  |
| 2015  | Chili          | Espagnol  |                   |                   |                                 |